# Jan Hadrava
Jan Hadrava (ur. 3 czerwca 1991 w Rokycanach) – czeski siatkarz, grający na pozycji przyjmującego i atakującego, reprezentant Czech.
Jego młodszy brat Michael, również jest siatkarzem.
W 19. kolejce AXA Sigorta Efeler Ligi (2023/2024) Jan Hadrava zawodnik Galatasaray Stambuł w meczu z Fenerbahçe Stambuł przy stanie 5:5 w 2 secie poszedł w pole zagrywki, gdzie zaserwował 5 asów serwisowych z rzędu, a zza linii 9. metra zszedł dopiero przy stanie 13:5.

## Siatkówka plażowa
W 2009 roku na Mistrzostwach Europy do lat 20 w Grecji zajął 13. miejsce, a jego partnerem był Lukáš Gucký. W 2010 roku byli w Katanii na dziewiątym miejscu w klasyfikacji generalnej. Na Mistrzostwach Europy do lat 23 w 2011 roku w Porto z Davidem Lenc zajęli 9. miejsce. Wraz z Robertem Kufą w 2012 roku zdobyli srebrne medale w turnieju Masters w Nowym Sadzie i wygrali turniej w Warnie. W 2013 roku zajęli dziewiąte miejsce w turnieju Grand Slams w Corrientes i wygrali turniej Satellite w Montpellier.

## Sukcesy klubowe
Liga czeska:
- 2012[7], 2014[8]
- 2013

Puchar Czech:
- 2013[9], 2014

Puchar Włoch:
- 2021

Liga włoska:
- 2021

Superpuchar Polski:
- 2021, 2022[10]

Liga polska:
- 2023[11]
- 2022[12]

Liga Mistrzów:
- 2023[13]

## Sukcesy reprezentacyjne
Liga Europejska:
- 2018

## Siatkówka plażowa
Igrzyska Europejskie:
- 2015

## Nagrody indywidualne
- 2018: Najlepszy siatkarz w Czechach